# Вулф (вулкан)
Вулф (ісп. Volcán Wolf — «вовк») — діючий щитовий вулкан, на півночі острова Ісабела (Галапагоські острови, Еквадор). Розташований точно на екваторі і лінія екватора ділить його практично рівно навпіл.
Слабоактивний, за 900 років з моменту утворення вулкана відбулося близько 20 вивержень, останнє почалося 25 травня 2015 , попереднє виверження — в 1797 році. Вулкан був названий на честь Теодора Вольфа, німецького геолога, який вивчав Галапагоські острови у 19 столітті. Вулкан має дуже глибоку кальдеру з стрімчастими схилами. Її глибина сягає 700 м. У кратері – велике озеро з невеликим острівцем. Вся поверхня озера вкрита вулканічною пемзою.
Вулф – найвищий вулкан Галапагоського архіпелагу, заввишки 1707 метрів. Поруч із ним розташовані вулкан Дарвін та вулкан Еквадор.